# Klubbmögel
Klubbmögel (Cordyceps memorabilis) är en svampart som först beskrevs av Vincenzo de Cesati, och fick sitt nu gällande namn av Vincenzo de Cesati 1861. Klubbmögel ingår i släktet Cordyceps och familjen Cordycipitaceae.  Arten är reproducerande i Sverige. Inga underarter finns listade i Catalogue of Life.